# プゾシア
プゾシア（学名：Puzosia）は、デスモセラス科のアンモナイトの属であり、中期白亜紀アプチアン初期からマーストリヒチアン（1億2550万年前から7060万年前）にかけて生息していたプゾシア亜科のタイプ属である。しかし、Sepkoskiはアルビアンからサントニアンに生息したと提唱している。属名はセルビア語の "Puž"（カタツムリ）と "oce/ose"（軸）に由来し、殻がカタツムリのような外観であることから命名された。

## 下位分類群
以下は、プゾシアの亜属と種。

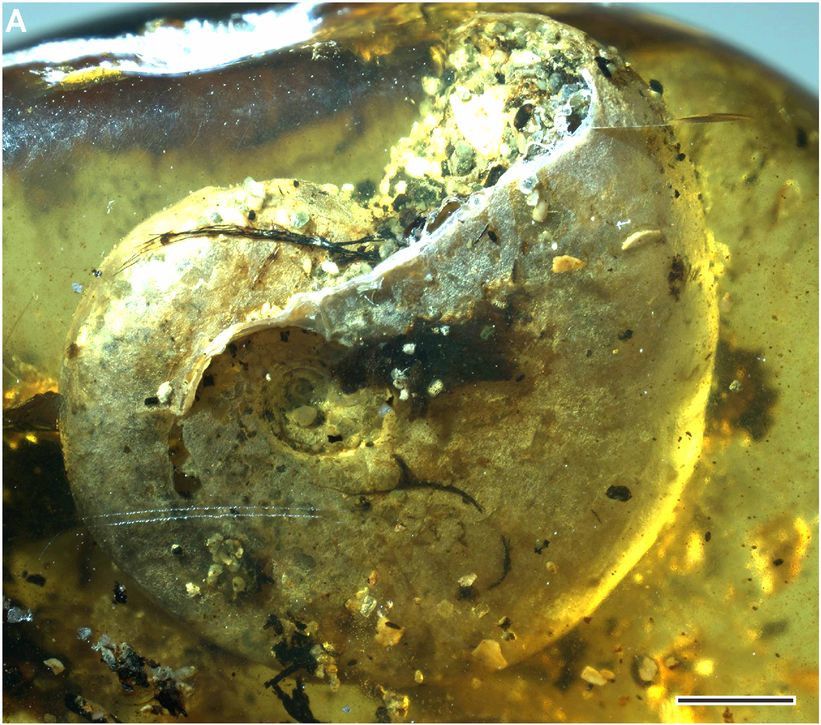
ビルマ琥珀に埋まったPuzosia (Bhimaites)の幼体化石

- Puzosia (Anapuzosia) Matsumoto 1954
- Puzosia (Bhimaites) Matsumoto 1954
  - Puzosia (Bhimaites) bhima Stoliczka 1865
  - Puzosia (Bhimaites) stoliczkai Kossmat 1898
- Puzosia (Eocanadoceras) Anderson 1958
  - Puzosia (Eocanadoceras) hannai Anderson 1958
- Puzosia (Latidorsella) Jacob 1907
- Puzosia (Puzosia) Bayle 1878
  - Puzosia (Puzosia) communis Spath 1923
  - Puzosia (Puzosia) compressa Kossmat 1898
  - Puzosia (Puzosia) mayoriana d'Orbigny 1841
  - Puzosia (Puzosia) paronae Kilian 1900
  - Puzosia (Puzosia) planulatus Sowerby 1827
  - Puzosia (Puzosia) sharpei Spath 1923
  - Puzosia alaskana Imlay 1960
  - Puzosia angladei Savn 1890
  - Puzosia bistricta White 1887
  - Puzosia brasiliana Maury 1936
  - Puzosia crebrisulcata Kossmat 1898
  - Puzosia cuvervillei Meunier 1888
  - Puzosia dilleri Anderson 1902
  - Puzosia lata Seitz 1931
  - Puzosia lata Seitz 1931
  - Puzosia longmani Whitehouse 1926
  - Puzosia media Seitz 1931
  - Puzosia puma Murphy & Rodda 1960
  - Puzosia quenstedti Parona and Bonarelli 1897
  - Puzosia skidegatensis McLearn 1972
  - Puzosia spathi Venzo 1936
  - Puzosia sullivanae Murphy & Rodda 1960
  - Puzosia tenuis Haas 1942

## 概要
プゾシアの殻は基本的に円盤状で、縮閉線から亜縮閉線で、幅広い臍部がある。縁側には密集し湾曲した狭い肋があり、周期的に分断され、1つの渦に約6個ある。渦の断面はやや圧縮され、幅より高さがあり、側面はわずかに凸状で腹部は丸みを帯びている。縫合線は複雑なアンモナイト質であった。

## 分布
この属の種の化石は、アンゴラ、アルゼンチン、オーストラリア、ブラジル、カナダ、コロンビア（トリマ県）、エジプト、フランス、ドイツ、インド、イラン、イタリア、日本、マダガスカル、メキシコ、ニュージーランド、ナイジェリア、ペルー、ロシア、南アフリカ、スペイン、スリナム、イギリス、アメリカの白亜紀の堆積物から発見されている。
2019年、ミャンマー産の9900万年前のビルマ琥珀の中からビマイテス亜属の殻の化石が発見され、琥珀に保存されたアンモナイトの発見としては初の事例となった。殻は、樹脂が木から落ち海辺に転がり落ちた後、琥珀に保存されたものと思われる。